# Папа Лав XIII
Папа Лав XIII (лат. Leo Tertius Decimus; 2. март 1810 —  20. јул 1903) је био 256. папа од 20. фебруара 1878. до 20. јула 1903.
Овај папа је потврдио надбискупима Бара (тада Шимуну Милинковићу) да су Примаси Србије.